# Stara Synagoga w Sanoku
Stara Synagoga w Sanoku – pierwsza, drewniana synagoga znajdująca się w Sanoku przy Rynku głównym.
Synagoga została zbudowana w drugiej połowie XVII wieku. Pierwszy raz wzmiankowana w 1685 roku, wówczas szkolnikiem synagogi był Aron Izraelowicz, następnie w 1697 roku – Jakub i w 1703 roku – Chaim.
W 1718 roku w synagodze wybuchł pożar, który ją doszczętnie strawił. W 1720 roku na jej miejscu wzniesiono nową, murowaną synagogę (pozwolenie wydał król August II Mocny).